# Abzajewo (rejon kigiński)
Abzajewo (ros. Абзаево) – wieś (sieło) w Rosji, w Baszkortostanie, w rejonie kigińskim. W 2010 liczyła 558 mieszkańców.